# Enduction fente
L'enduction fente (slot bead coating) est un procédé pour appliquer un fin film liquide sur un substrat plan en mouvement (papier, plastique, bois...). Le film de liquide est produit par une filière afin obtenir une épaisseur constante et est ensuite directement appliqué sur le substrat à revêtir. L'enduction fente se distingue de l'enduction en rideau par la distance extrêmement réduite entre la lèvre de la filière et le substrat (inférieur au millimètre comparé à plusieurs décimètres).
Ce procédé permet de revêtir à très grande vitesse avec une grande qualité tout en permettant d'appliquer jusqu'à trois couches simultanément. Les vitesses maximales atteignables sont cependant inférieures à celles possibles avec l'enduction en rideau.